# Rozseč, Jihlava
Rozseč là một làng thuộc huyện Jihlava, vùng Vysočina, Cộng hòa Séc.